# Trichocnaeia hilarula
Trichocnaeia hilarula là một loài bọ cánh cứng trong họ Cerambycidae.